# Porfiriusz Rubanowicz
Porfiriusz Rubanowicz (ur. 1883 w Lemieszewiczi, zm. w 1943 w okolicach Homla) – kapłan prawosławny, nowomęczennik.
Ukończył szkołę duchowną w Pińsku, a następnie pracował w niej jako nauczyciel śpiewu cerkiewnego. Następnie wstąpił do seminarium duchownego w Mińsku. W 1909, po uzyskaniu święceń kapłańskich, został proboszczem parafii Trójcy Świętej we wsi Dobrasławka. Po pięciu latach został przeniesiony do pracy w parafii Przemienienia Pańskiego w Zasławlu. Pozostawał tam do 1936. Według wspomnień świadków był kapłanem bardzo życzliwym i otwartym na potrzeby parafian. W 1928 został po raz pierwszy aresztowany przez władze stalinowskie za niepłacenie podatków nałożonych na parafie i cerkwie. W więzieniu przebywał przez trzy i pół miesiąca. W 1935 parafia w Zasławlu została zamknięta, a cerkiew zdewastowana – lokalne władze zniszczyły m.in. jej ikonostas. Ks. Rubanowicz zaczął wówczas nielegalnie odprawiać nabożeństwa w cmentarnej cerkwi Kazańskiej Ikony Matki Bożej. Za to w czerwcu 1936 zmuszono go do wyjazdu do Bychowa, gdzie wszystkie cerkwie były już zamknięte. Tam został ponownie aresztowany 5 sierpnia 1937 pod zarzutem propagandy antyradzieckiej. 31 października tego samego roku wyrokiem trójki NKWD kapłan został skazany na 10 lat łagru. W 1943 miał zginąć z rąk nieokreślonego oddziału partyzanckiego w okolicach Homla.
13 listopada 1989 został całkowicie zrehabilitowany, zaś 28 października 1999 kanonizowany przez Egzarchat Białoruski Patriarchatu Moskiewskiego jako jeden z Soboru Nowomęczenników Eparchii Mińskiej. Od 2000 jest czczony w całym Rosyjskim Kościele Prawosławnym.